# Friedrich Hermann Wolfhagen
Friedrich Hermann Wolfhagen  (født 3. august 1818 i København, død 25. april 1894 i Wiesbaden) var en dansk embedsmand, medlem af Rigsrådet 1855–1864 og minister for Slesvig 1856–59 og igen 1860–63.